# 281号李德立展览馆
281号李德立展览馆，位于中国江西省九江市庐山牯岭河西路。
281号李德立展览馆为单层木结构别墅，建筑面积350平方米，建于1898年，风格简朴，设有玻璃外廊。
281号别墅现恢复旧观，作为“老别墅故事”景区的一部分对外开放，辟为李德立展览馆、牯岭租借地博物馆。